# Groupe Tranchant
Pour les articles homonymes, voir Tranchant.
Groupe Tranchant est un groupe français de casinos fondé par Georges Tranchant coiffés par la holding Finindusco.

## Histoire du groupe
Engagé dans la politique et jeune décoré comme combattant volontaire, Georges Tranchant, fonde sa première société d’électronique. Il crée d’autres sociétés d’électronique telles que Tranchant Électronique puis Techni Import en 1950.
Georges Tranchant fait agréer une de ses sociétés pour créer et vendre des machines à sous. Il commence alors à investir de son temps et de ses moyens dans le secteur du casino en inaugurant deux casinos à la fois, celui d'Amnéville et celui de Dunkerque. Peu de temps après, Georges Tranchant devient importateur de machines à sous en France, une activité qu'il continue de développer grâce à sa société Tranchant Gaming Technology, ouvrant également dans la commercialisation de machines de jeux pour casinos.
À la fin des années 1990, son groupe exerce ainsi à la fois des fonctions d'importateur de machines à sous, de fabricant, et de gestionnaire de 15 à 20 casinos environ. Les implantations de nouveaux casinos sont limitées et font l'objet d'une vive concurrence, avec de diverses accusations de financement de partis ou d'hommes politiques, de corruption, etc., et des infiltrations de RG dans les groupes concernés. Georges Tranchant se retrouve ainsi vers 1997 accusé de corruption dans le dossier du casino de Néris-les-Bains, mis en examen en juin 1997, incarcéré pendant quinze jours, libéré, pour finalement faire l'objet d'un non-lieu quelques années plus tard, en 1999.
Au début du XXIe siècle, le Groupe Tranchant est détenu par la holding Compagnie Financière Régionale, elle-même détenue par la société familiale Finindusco. Elle possède seize casinos en France (un dix-septième étant en préparation à Luz-Saint-Sauveur), auxquels s'ajoutent quelques établissements à l'étranger (en République dominicaine et à bord de paquebots), avec un produit annuel des jeux de 190,7 millions d'euros en 2000-2001 et une implantation prévue à Bâle en Suisse.
À la fin des années 2010, le Groupe Tranchant, toujours présidé par Georges Tranchant, est le quatrième opérateur de casinos en France, avec un produit des jeux annuel de 240 millions d’euros. Lors du projet de privatisation de la Française des jeux, ce groupe se porte candidat pour devenir un actionnaire minoritaire de cette société. Mais la privatisation partielle se fait en bourse, avec une dilution plus forte du nombre d'actionnaires, et pire encore pour les sociétés, tel le Groupe Tranchant, gérant les casinos, la possibilité est ouverte pour la Française des jeux d’installer dans ses points de vente des terminaux permettant des paris sportifs, ce que ces groupes casinotiers considèrent comme des succédanés de machines à sous.

## Dirigeants
Le groupe a été fondé par Georges Tranchant, mort en 2020, à 91 ans. Il avait transmis peu de temps auparavant la direction de ce Groupe à ses fils, Benjamin Tranchant, Romain Tranchant et Sébastien Tranchant.